# Kaukauna (Wisconsin)
Kaukauna – miasto w Stanach Zjednoczonych, w stanie Wisconsin, w hrabstwie Outagamie.